# إد مولوني
إد مولوني (بالإنجليزية: Ed Moloney)‏ هو مؤلف وصحفي أيرلندي، ولد في 1948 في إنجلترا في المملكة المتحدة.

## وصلات خارجية
- الموقع الرسمي